# Leandro Lauro
Leandro Lauro (Neuquén, Argentina, 12 de enero de 1980) es un baloncestista argentino retirado. Desarrolló una larga carrera como jugador profesional en su país, habiendo tenido también una breve experiencia en el club español Bruesa GBC cuando éste militaba en la LEB-2.

## Trayectoria
Formado desde muy temprana edad en la cantera de Independiente de Neuquén, en 1997 llegó a debutar con el equipo mayor que competía en el Torneo Nacional de Ascenso.
En 1998 se mudó a la ciudad de La Plata con la intención de estudiar medicina en la UNLP y jugar en paralelo con algún club local. Sin embargo su contratación por parte de Gimnasia y Esgrima La Plata lo obligó a comprometerse a tiempo completo con el baloncesto, ya que se convirtió en una pieza clave del equipo. Tras tres temporadas allí, finalmente los platenses conquistaron el TNA y consiguieron el ascenso a la Liga Nacional de Básquet.
Lauro permaneció tres años más jugando en Gimnasia y Esgrima La Plata, ya afianzado como titular. En su última temporada en La Plata, la 2003-04, su equipo alcanzó la final de la LNB, cayendo finalmente derrotados ante Boca.
Luego de ello el base optó por migrar a España, siendo fichado por el Bruesa GBC de la LEB-2. Tras un año en tierras europeas, retornó a su país, incorporándose a Quilmes de Mar del Plata. En su única temporada en ese club promedió 7.3 puntos, 2 rebotes y 2.8 asistencias por partido en 46 presentaciones. 
En 2006 firmó contrato con Quimsa, pero perdió el puesto de titular ante Víctor Hugo Cajal, por lo que terminó siendo cortado del plantel por el entrenador Marcelo Richotti habiendo disputado sólo 18 partidos.
Lauro regresó a Independiente de Neuquén en la fase final de la temporada 2006-07 del TNA y su contribución fue fundamental para que el equipo lograra el ascenso. Muy apreciado por los aficionados, el base permaneció dos años más jugando en la LNB, los cuales serían sus últimos dos años en la máxima categoría del baloncesto profesional argentino. 
Tras una temporada en el TNA con los neuquinos en la que jugó pocos partidos, Lauro aceptó la propuesta de conducir a Huracán de Trelew en la Liga B. Su liderazgo fue muy positivo, por lo que su equipo pudo cumplir con el objetivo de lograr el ascenso a la segunda categoría argentina.
Posteriormente decidió continuar en el Torneo Federal de Básquetbol, comprometiéndose con Pérfora, un club de la localidad de Plaza Huincul. Allí estuvo entre 2011 y 2014. Al culminar la participación de su equipo en la temporada 2013-14 tras ser eliminados por Hispano Americano, Lauro anunció su retiro del baloncesto competitivo. Sin embargo poco después reapareció jugando el Torneo de Mayores de Primera de la Federación de Básquetbol de Neuquén como miembro de Independiente de Neuquén junto a otros hombres destacados como Bruno Gelsi e Ignacio Ochoa.   
Lauro disputó sus últimas dos temporadas en el Torneo Federal de Básquetbol como parte del plantel de Pérfora. 

### Clubes
| Club                        | País      | Año         |
| --------------------------- | --------- | ----------- |
| Independiente de Neuquén    | Argentina | 1997 - 1998 |
| Gimnasia y Esgrima La Plata | Argentina | 1998 - 2004 |
| Bruesa GBC                  | España    | 2004 - 2005 |
| Quilmes de Mar del Plata    | Argentina | 2005 - 2006 |
| Quimsa                      | Argentina | 2006        |
| Independiente de Neuquén    | Argentina | 2007 - 2010 |
| Huracán de Trelew           | Argentina | 2010 - 2011 |
| Pérfora                     | Argentina | 2011 - 2014 |
| Independiente de Neuquén    | Argentina | 2014        |
| Pérfora                     | Argentina | 2014 - 2016 |

## Selección nacional
Lauro integró el plantel del equipo que terminó en cuarto lugar en el Campeonato Mundial de Baloncesto Sub-19 de 1999 de Portugal. Allí alternó en su puesto de armador con Diego Alba. 